# MYO5B
MYO5B‏ (Myosin VB) هوَ بروتين يُشَفر بواسطة جين MYO5B في الإنسان.